# تشارلز ستيوارت كينيدي
تشارلز ستيوارت كينيدي (بالإنجليزية: Stu Kennedy)‏ هو مؤرخ ودبلوماسي أمريكي، ولد في 1928.